# Proconura seminigripes
Proconura seminigripes är en stekelart som först beskrevs av Girault 1926.  Proconura seminigripes ingår i släktet Proconura och familjen bredlårsteklar. Inga underarter finns listade i Catalogue of Life.